# Раджабов, Тельман Дадаевич
Тельман Дадаевич Раджабов (15 августа 1935 — 13 августа 2020) — узбекский учёный в области физического материаловедения, научного приборостроения и микроэлектроники, член Академии наук Узбекистана.

## Биография
Родился 15.08.1935 в Самарканде в семье преподавателей вузов.
Окончил Московское высшее техническое училище имени Баумана (годы учёбы 1953—1959) и был направлен в Ташкент в Институт ядерной физики Академии наук Узбекистана.
Через несколько лет поступил в очную аспирантуру Института вакуумной техники, где его научным руководителем был академик С. А. Векшинский. Подготовил и в 1966 г. защитил в МФТИ кандидатскую диссертацию на тему «Исследование процессов сорбции инертных газов титанов».
Вернулся в Ташкент в Институт ядерной физики. Затем перешёл в отдел электроники Физико-технического института, возглавляемый академиком У. А. Арифовым.
Когда в 1968 г. отдел электроники был преобразован в Институт электроники Академии наук Узбекистана, стал заведующим лабораторией физических методов анализа.
Параллельно преподавал и вёл научную работу на созданной с его участием кафедре физической электроники Ташкентского политехнического института, где читал курсы: физика газового разряда, вакуумная техника, физические основы микроэлектроники, физика плазмы и т. д.
В 1979 г. в Институте атомной энергии им. И. В. Курчатова защитил докторскую диссертацию:
- Поверхностные и приповерхностные сорбционные явления при взаимодействии заряженных частиц с твердыми телами : диссертация … доктора физико-математических наук : 01.04.04. — Ташкент, 1979. — 405 с. : ил.

С 1986 г. директор Центрального проектно-конструкторского технологического бюро научного приборостроения Академии Узбекистана (затем называлось НПО «Академприбор»).
В период его руководства по предложению академика П. К.Xaбибуллаева в ЦПКТБ были начаты работы по вакуумной сублимационной сушке овощей и фруктов (совместно с А. К. Кобиловым), разработана и создана полупромышленная установка по сублимационной сушке, которая впоследствии была передана в СоюзНИХИ.
В 1989 г. избран членом-корреспондентом Академии наук Узбекской ССР по специальности «Общая физика», в 1995 г. — действительным членом Академии наук Республики Узбекистан по специальности «Приборы и технология материалов приборостроения»,
По совместительству продолжал работать на кафедре физической электроники Ташкентского политехнического института, был руководителем дипломных работ студентов, научных тем аспирантов, читал курсы лекций «Основы физического материаловедения», «Обработка результатов измерений», «Физические основы микроэлектроники» и др.
С 1992 г. ректор Ташкентского электротехнического института связи. В 1994 г в издательстве «Узбекистан» вышел его учебник «Катлам микроэлектроникасининг физик асослари», в котором изложены лекции по физическим основам микроэлектроники. После ухода с поста ректора (1999) — профессор кафедры МАТ.
Опубликовал свыше 500 научных трудов, получил более 50 авторских свидетельств и патентов. Соавтор монографий:
- Сорбционные процессы при взаимодействии заряженных частиц с поверхностями твердых тел [Текст] / У. А. Арифов, Т. Д. Раджабов ; АН УзССР. Ин-т электроники. — Ташкент : Фан, 1974. — 167 с. : ил.; 21 см.
- Модификация свойств поверхности материалов и покрытий ионным облучением / Т. Д. Раджабов, З. А. Искандерова, Л. Ф. Лифанова, А. И. Камардин. — Ташкент: Изд-во «Фан», 1993. — 201 с.

Награждён орденами Дружбы народов (1986), «Шухрат мехнати» (2003), медалью «Ветеран труда» (1986), значком «Изобретатель СССР».
Жена — Рано Мадрахимова, кандидат исторических наук, актриса и телеведущая. Двое детей: Тимур и Гузаль.